# Scrobipalpa acuta
Scrobipalpa acuta is een vlinder uit de familie tastermotten (Gelechiidae). De wetenschappelijke naam is voor het eerst geldig gepubliceerd in 2001 door Povolny.
De soort komt voor in Europa.